# Trachylepis acutilabris
Trachylepis acutilabris (гострогуба мабуя) — вид сцинкоподібних ящірок родини сцинкових (Scincidae). Мешкає в Африці на південь від Сахари.

## Поширення і екологія
Гострогубі мабуї мешкають в прибережних районах на заході ДР Конго, Республіки Конго і Анголи та на заході Намібії. Вони живуть в саванах, напівпустелях і пустелях, в норах біля підніжжя кущів та серед купин трави. Зустрічаються на висоті до 1500 м над рівнем моря.